# Gerstaeckerus klugi
Gerstaeckerus klugi es una especie de coleóptero de la familia Endomychidae.

## Distribución geográfica
Habita en Borneo y Malaca.